# Félix Amoretti Mendoza
Félix Juan Amoretti Mendoza (Lima, 23 de abril de 1951) es un odontólogo, empresario y político peruano. Fue alcalde de la provincia de Chincha y del distrito de Pueblo Nuevo en 2 periodos.

## Biografía
Félix Amoretti nació en Chincha, el 23 de abril de 1951. Hizo sus estudios primarios en el Colegio Sebastián Barranca y los secundarios en el Colegio José Pardo y Barreda.
Entre 1972 y 1978 estudió odontología en la Universidad Nacional Federico Villarreal. 
Desde 1980 atiende en su Clínica Dental Amoretti.
Se inicia su actuación política postulando como candidato a Regidor de la Municipalidad Distrital de Pueblo Nuevo, ganando la elección para el período 1996-1998. Para el periodo (1996-1998) gana la alcaldía de Pueblo Nuevo, por el Movimiento Si cumple. En las elecciones regionales y municipales del Perú de 2002 postula a la Alcaldía Provincial de Chincha por el Partido Unión por el Perú, siendo electo Alcalde de dicha provincia, para el 2003-2006. 
En febrero del 2010 anuncia su postulación a la reelección para la Alcaldía Provincial de Chincha por el Movimiento Fuerza 2011.